# Грозни
Грозни (рус. Грозный; чеч. Соьлж-ГIала, Джовхар-ГIала) град је у Русији и главни град Чеченије. Налази се у Северном Кавказу. Према попису становништва из 2010. у граду је живело 271.596 становника, а пре рата у Чеченији око 399.600.

## Историја
Грозни је основан 1818. као руска тврђава на реци Солжи. Име је одсликавало негостољубиво окружење чеченским горштачким хајдуцима. Прво име места је било „грозна тврђава” (рус. крепость Грозная), а како је око тврђаве временом настао град, тако је 1870. име промењено у Грозни. У овој тврђави су својевремено службовали као војници Михаил Љермонтов и Лав Толстој.
Грозни је постао главни град новоосноване Чеченске аутономне области 1922.
За време ратова у Чеченији уништено је око 80% града. Најжешће борбе су вођене од 1994. до 1996. (Први чеченски рат). Од јануара 2000. Грозни је под контролом органа Руске Федерације (Други чеченски рат).
Последњих година у Грозном траје велики пројекат обнове. Септембра 2006. је објављено да су у центру града потпуно уклоњене последице рата. Аеродром Грозни поново је отворен октобра 2006.
Локални фудбалски клуб Терек Грозни освојио је 2004. пехар победника руског купа и играо у Купу УЕФА.

## Контроверзе око имена
Чеченски сепаратисти зову град Џовкар Гала, Џокар или Џохар (чеченски: Джовхар-ГІала) по првом председнику сепаратистичке Чеченске Републике Ичкерије Џохару Дудајеву.
Децембра 2005. чеченски парламент се обратио властима Русије са молбом да промене име Грозни у Ахмадкала. Овај захтев је објашњен жељом да се заборави на тамне странице чеченске историје. Ново име је требало да подсећа на у атентату убијеног председника Ахмада Кадирова. Актуелни премијер Чеченије Рамзан Кадиров (уједно и син погинулог Ахмада) одбио је овај предлог.

## Становништво
Према прелиминарним подацима са пописа, у граду је 2010. живело 271.596 становника, 60.876 (28,89%) више него 2002.
| 1939.   | 1959.   | 1970.   | 1979.   | 1989.   | 2002.   | 2010.   |
| ------- | ------- | ------- | ------- | ------- | ------- | ------- |
| 172.448 | 242.068 | 341.259 | 375.326 | 399.688 | 210.720 | 271.573 |

## Партнерски градови
- Ардасан
- Истанбул
- Сивас
- Варшава
- Краков
- Луков
- Лавов
- Одеса
- Татабања
- Тулуза